# Clark's Point
Clark's Point (Saguyaq) è un comune degli Stati Uniti d'America, situato nello Stato dell'Alaska e in particolare nella Census Area di Dillingham.